# Construction massive
Dans le domaine de la construction, la construction en dur ou construction massive (ou son objet un  bâtiment en dur ou une maison en dur) fait référence à une forme d'ouvrage porteur dans laquelle les éléments entourant la pièce tels que les murs et les planchers remplissent également la fonction de porteur statique. La construction en dur est antonymique de la construction à ossature.
Dans une autre signification, la construction en dur est le nom d'un domaine qui traite des matériaux et matériaux de construction « solides » (maçonnerie, béton). La construction massive sert ici de démarcation avec d'autres domaines spécialisés tels que la construction légère et la construction en bois.

## Construction en dur

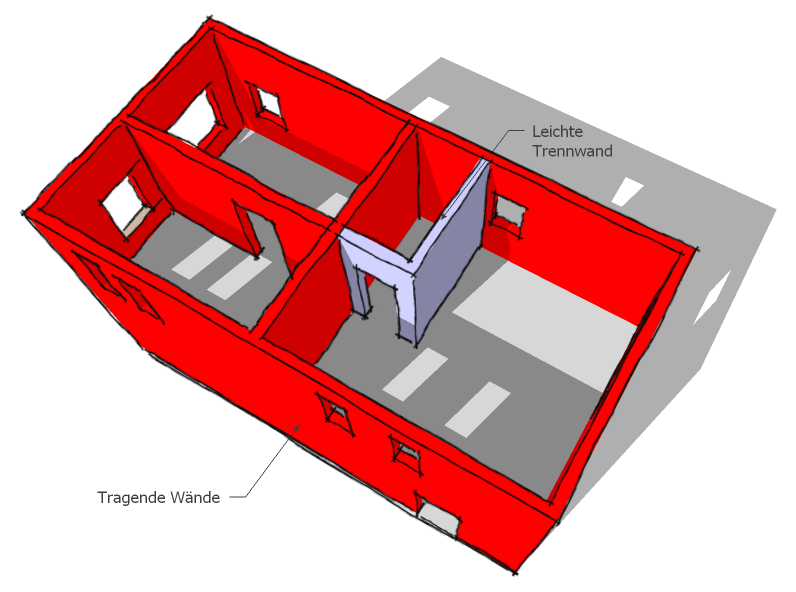
Construction en dur, murs porteurs en rouge

La construction en dur comprend les structures de bâtiment dans lesquelles il n'y a pas de séparation entre les fonctions porteuses et celles de fermeture d'un espace. A contrario, dans la construction à ossature, dans les bâtiments historiques à pan de bois et à colombages, le transfert de charge vertical est effectué par des éléments d'ossatures et des contre-fiches, entre lesquels se trouvent les compartiments non porteurs de hourdage.
Le terme construction en dur ne fait aucune déclaration sur les matériaux de la construction. Cependant, les propriétés techniques de certains matériaux de construction déterminent leur utilisation prédominante :
- La maçonnerie est principalement utilisée dans la construction en dur. Dans la construction à pan de bois, la maçonnerie peut également être utilisée comme remplissage.
- Le béton armé est utilisé aussi bien dans la construction en dur que dans la construction à ossature.
- En raison de sa forme linéaire, la construction en bois est avant tout une structure à ossature ou à pan de bois. La construction en dur peut être trouvée sous le nom de construction en rondins, une forme de construction en bois massif empilé. Les systèmes de construction en bois massif (de) jouent également un rôle de plus en plus important.
- L'acier en raison de sa forme linéaire ne se trouve quasi que dans la construction à ossature.

## Maison en dur
« Maison en dur » est un terme issu du secteur de la construction qui est également souvent utilisé dans le secteur immobilier. Par « maison en dur », on entend généralement un bâtiment en maçonnerie et en béton ou en béton armé, construit selon les principes de la construction en dur. Dans la construction résidentielle, cela implique que les murs sont essentiellement constitués de maçonnerie, de béton ou de béton armé et que les planchers sont en béton armé, béton léger, blocs cellulaires ou en briques.
Les maisons en dur sont généralement construites de toutes pièces (de)  sur place. Des éléments préfabriqués (par exemple pour les murs, les escaliers, les balcons et les planchers) sont également utilisés. Aujourd’hui, de nombreuses entreprises proposent également des maisons en dur clé en main. Dans le cas d'une maison en dur clé en main, le constructeur n'a généralement qu'un seul partenaire contractuel pour l'ensemble de la maison (promoteur / entrepreneur général (de)).
Les murs des maisons en dur sont généralement constitués de brique silico-calcaire (de), de blocs de béton légers, de similipierre (de), de blocs de béton cellulaire (anciennement également appelés béton cellulaire) ou de briques. Dans les bâtiments anciens également en pierre naturelle, parpaings, briques en terre cuite ou en béton armé. Du béton, du béton léger ou du béton armé peuvent également être utilisés. Le mur extérieur peut comporter une, deux ou trois couches. Les murs intérieurs non porteurs peuvent également être constitués de cloisons sèches (de).

## Avantages
La construction en dur offre un certain nombre d'avantages qui en font un choix populaire dans le secteur de la construction. L'un des principaux avantages est la stabilité et la durabilité : les bâtiments construits en dur se caractérisent par une grande résistance aux influences extérieures telles que les tempêtes, les tremblements de terre et les incendies. Cela résulte de l'utilisation de matériaux robustes comme la brique, le béton et la pierre naturelle. Un autre avantage est l'excellente accumulation de chaleur : les murs massifs stockent efficacement la chaleur et la restituent lentement, ce qui contribue à un climat intérieur équilibré et peut réduire les frais de chauffage. De plus, les constructions massives offrent une excellente isolation acoustique, ce qui améliore le confort d'habitation, notamment dans les zones à forte densité de population. Enfin, elles convainquent par leurs normes élevées de protection contre l'incendie, car les matériaux utilisés sont incombustibles et garantissent donc une meilleure protection en cas d'incendie.

## Liens web
- (de) « Publications de et sur Construction massive », dans le catalogue en ligne de la Bibliothèque nationale allemande (DNB).